# Europuddle

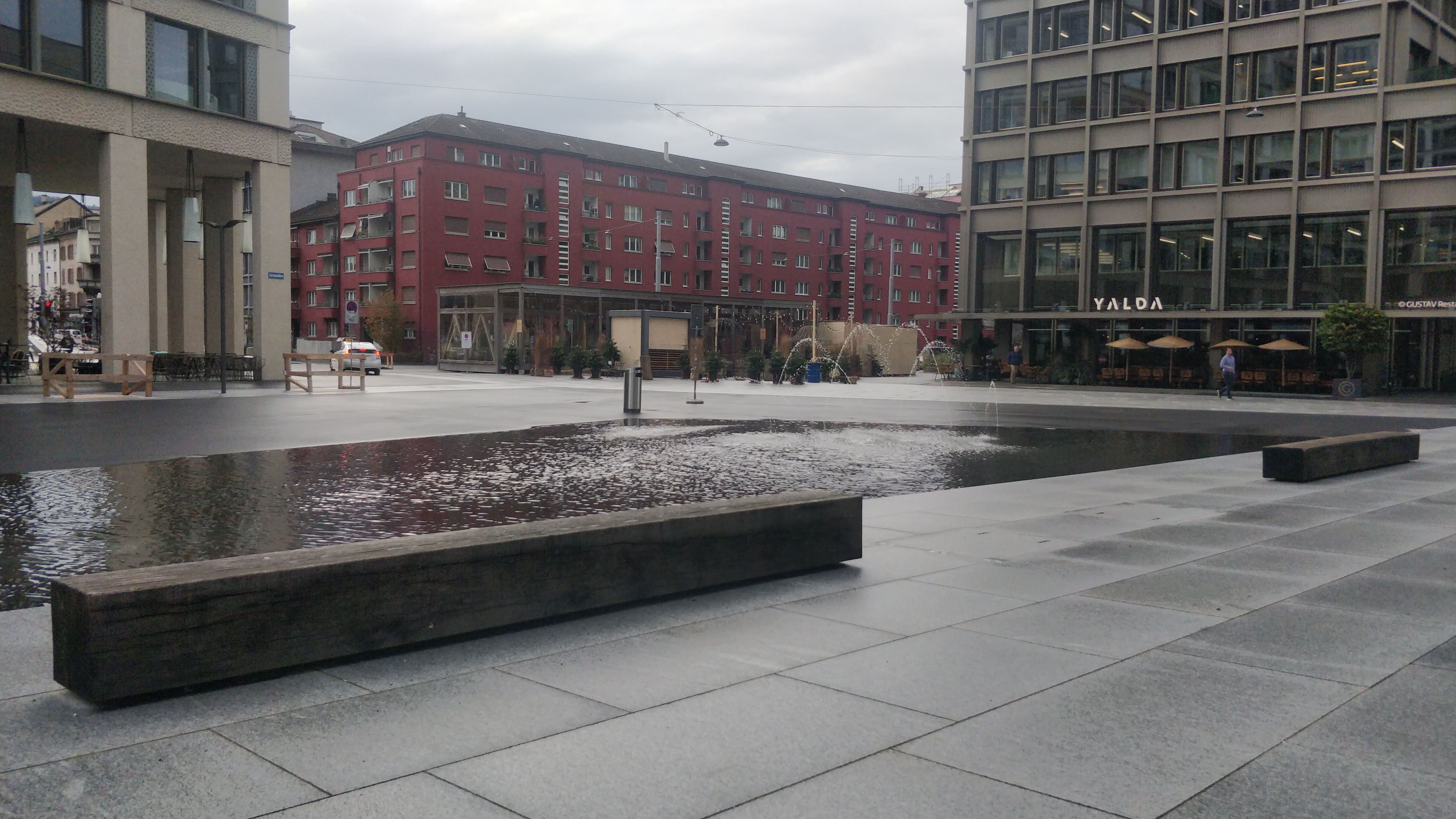
Vue de côté de l'Europuddle. Les jets sont fermés. À droite de l'image, le bâtiment G du complexe Europaallee.

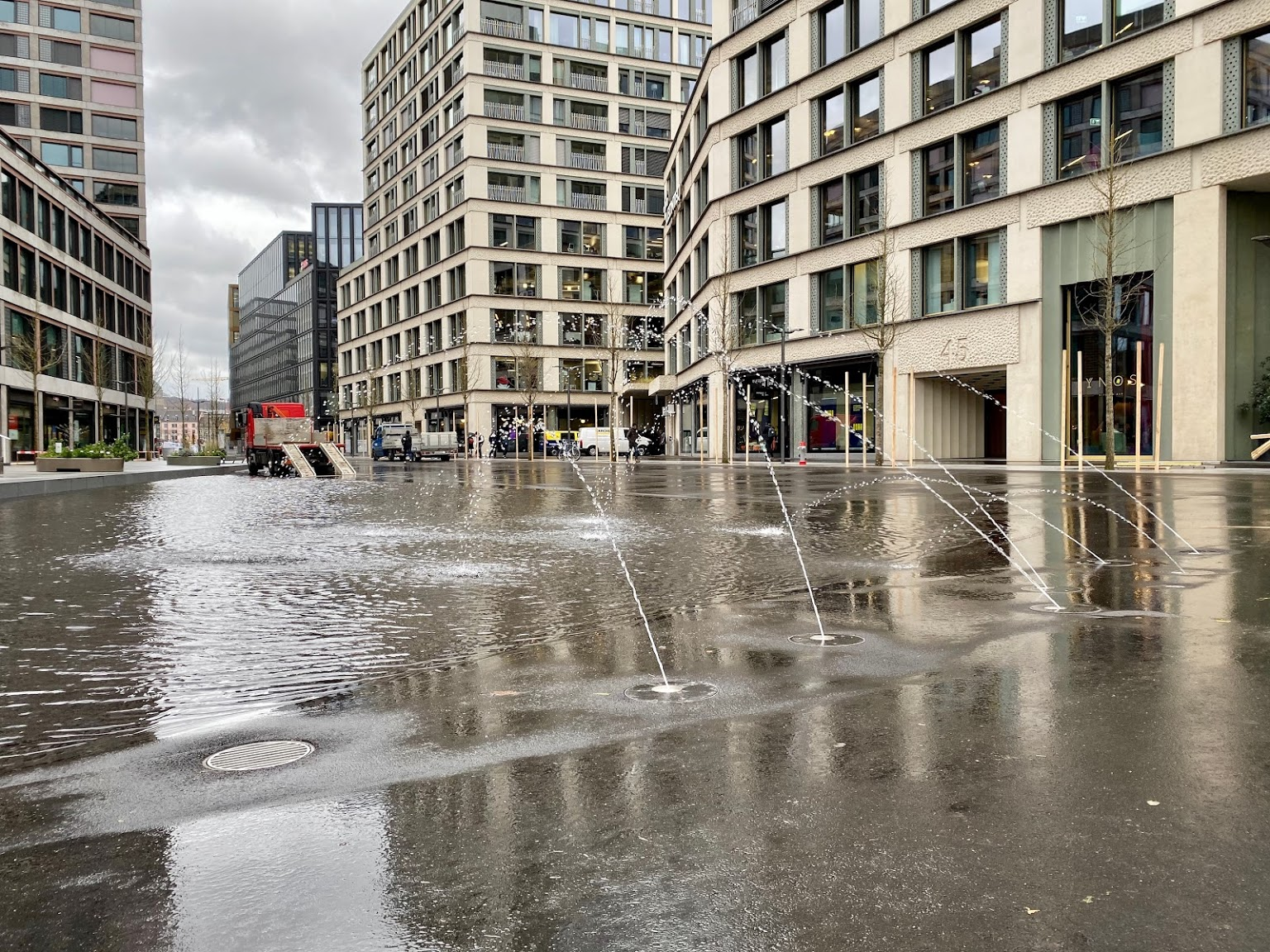
L'Europuddle et ses jets, vue de face.

L'Europuddle  est un ouvrage urbain achevé en novembre 2019, situé au cœur de la ville de Zurich, en Suisse. Son nom est un mot-valise issu de Europaallee (de), le quartier résidentiel et commercial dont il fait partie, et du nom anglais puddle signifiant « flaque », du fait de son apparence visuelle. Il s'agit d'une large pièce d'eau peu profonde qui, contrairement à une fontaine classique, n'est délimitée que d'un côté par un rebord en pierres blanches. Le reste du plan d'eau épouse une pente douce en goudron qui rejoint sans démarcation la rue piétonne adjacente, d'où la comparaison avec une flaque.

## Situation géographique
La pièce d'eau est située sur la place Gustav-Gull-Platz, à Zurich. Elle est entourée de hauts bâtiments résidentiels et commerciaux, marque de fabrique du projet d'urbanisme d'Europaallee. Ce projet a été porté par les Chemins de fer fédéraux suisses, propriétaires du terrain où sont construits les bâtiments du complexe.

## Construction
L'Europuddle mesure environ 10 mètres de large sur 60 mètres de long. Sa profondeur maximale est d'environ 20 centimètres. Elle est accompagnée de sept jets d'eau partant du sol, tous situés sur le même côté de l'ouvrage.
Les jets d'eau sont contrôlés par un automatisme qui alterne entre trois états. Fermés, l'Europuddle se transforme en miroir d'eau dans lequel on peut admirer le reflet des bâtiments alentour sur la surface immobile de l'eau, comme envisagé par l'architecte. Lorsqu'ils sont ouverts et statiques  les jets ont un débit constant. Les éclaboussures créent des ondelettes qui se propagent à la surface et rompent alors la fonction de miroir et émettent un bruit caractéristique, appelé « tapis sonore ». Enfin, lorsqu'ils sont ouverts et animés, le débit des jets varie constamment, ce qui a pour effet de déplacer le point de contact de chaque jet avec la surface.
L'excès d'eau est évacué par deux mécanismes distincts. D'une part des grilles métalliques circulaires disposées en périphérie du plan d'eau absorbent le trop-plein, d'autre part des fentes discrètes sont percées sous les dalles en pierres blanches. Cela permet à la fontaine de fonctionner en circuit fermé et de recycler la majorité de l'eau utilisée.

## Coût
Le coût de la réalisation de l'Europuddle n'est pas public, mais le coût du projet architectural dont elle fait partie s'élève à hauteur de 140 millions de francs suisses.